# پولیکارپوف آی-۵
پولیکارپف آی-۵ یک هواگرد جنگنده دوباله تک موتوره تک‌سرنشین بود که بین سال‌های ۱۹۳۱ تا ۱۹۳۶ جنگنده اصلی نیروی هوایی اتحاد جماهیر شوروی به حساب می‌آمد. پس از آن مربی پیشرفته استاندارد تبدیل شد. پس از آغاز عملیات بارباروسا که بخش اعظم نیروهای هوایی اتحاد جماهیر شوروی (VVS) را منهدم کرد، هواگردهای باقیمانده آی-۵ به چهار مسلسل و محفظه بمب مجهز شدند و به عنوان هواپیمای تهاجمی و بمب افکن شبانه در سال ۱۹۴۱ وارد خدمت شدند. این هواگرد اوایل سال ۱۹۴۲ با بازیابی توان تولید هواگردها در شوروی و ظهور هواپیماهای مدرن تهاجمی همچون ایلیوشین ایل-۲ کنار گذاشته شد. در مجموع ۸۰۳ فروند از این هواگرد تولید شد.

## طراحی و توسعه
ذر قالب برنامه پنج ساله توسعه سال ۱۹۲۸، دولت شوروی به دفتر طراحی توپولف سفارش طراحی یک جنگنده دوباله فلزی-چوبی با موتور بریستول ژوپیتر ۷ را صادر کرد. پیش‌نمونه اولیه این سفارش، نخستین پرواز خود را اول سپتامبر ۱۹۲۹ به انجام رساند. جنگنده جدید آی-۵ (Istrebitel - جنگنده) نام گرفت اما در خود دفتر طراحی توپولف آنت-۱۲ نامیده می‌شد. به‌طور همزمان، وظیفه ساخت هواپیمای تمام چوبی با همان مشخصات تحت عنوان آی-۶ نیز به گروه نیکولای نیکوویویچ پولیکارپوف محول شد. طراحی آی-۵ که توسط پاول سوخو و با نظارت آندری توپولف آغاز شده بود، به دلیل مشغله دفتر توپولف در ساخت بمب افکن‌های بزرگ همچون بمب افکن تمام فلزی توپولف تی‌بی-۱ عقب افتاد. در نتیجه پروژه‌های آی-۵ و آی-۶ در سال ۱۹۲۹ تحت رهبری پولیکارپوف ادغام شدند؛ هرچند که هیچ‌یک از این پروژه‌ها در تاریخ مشخص شده تکمیل نگردیدند.
تولیدات هوانوردی در این دوره پنج ساله توسعه در شوروی بسیار اندک و با بهره‌وری پایین انجام می‌گرفت. به وجهی که صنعت هوانوردی در تأمین موتورهای مورد نیاز مشکل داشت، فرابنده‌های تولید به شکل ابتدایی صورت می‌یافت و از سرعت لازم برخوردار نبود. برای مثال پروانه هواپیماها کاملاً به شکل دستی تولید می‌شد.
نیکولای پولیکارپوف شب ۲۴ نوامبر سال ۱۹۲۹ توسط دفتر سیاسی دولت به جرم عضویت در سازمان‌های ضدانقلاب و خرابکاری صنعتی به دلیل تکمیل نشدن به موقع پروژه‌ها که حاصل از همان ناکارآمدی بود، دستگیر شد و مدتی بعد بدون محاکمه به اعدام محکوم گردید. این حکم دو ماه بعد به ۱۰ سال حبس در اردوگاه کار تقلیل یافت. در دسامبر سال ۱۹۲۹، دفتر سیاسی دولت پس از پی بردن به بی‌گناهی بسیاری از این افراد و با علم بر این که بسیاری از پروژه‌ها بدون آن‌ها پیش نخواهد رفت تعدادی از مهندسان هواپیما از جمله پولیکارپوف را در زندان بوتیرکا گرد آورد و دفتر طراحی داخل زندان (Konstruktorskoye Byuro Vnutrenniya Tyurma —KB VT) را به رهبری دیمیتری پاولوویچ گریگورویچ تشکیل داد. این دفتر در اوایل سال ۱۹۳۰ به محل کارخانه شماره ۳۹ در مسکو-کدینکا منتقل شد. در مدت فعالیت بر روی پروژه محکومان از شرایط رفاهی مناسب تری برخوردار بودند، از جیزه غذایی بسیار مطلوب تری بهره می‌بردند و حق دیدار با خویشان خود را داشتند.
مدتی بعد پس از آن که ایده او در ارتباط با آی-۵ توسط دفتر سیاسی دولت مورد تأیید قرار گرفت، پولیکارپوف به عنوان طراح اصلی جایگزین گریگورویچ شد. ماکت کامل اولیه در ۲۸ مارس ۱۹۳۰ توسط کمیسیون نظامی تصویب شد. در ابتدا دو ماه فرصت جهت ساخت پیش‌نمونه اولیه داده شد اما بعداً به یک ماه کاهش پیدا کرد. برای افزایش سرعت تولید تجهیزات و ادوات مورد نیاز و متخصصان از سایر کارخانه‌ها به کارخانه شماره ۳۹ منتقل شدند تا بدین صورت نام آن به دفتر مرکزی طراحی تغییر کند. نهایتاً ساخت اولین پیش‌نمونه، با نام وی‌تی-۱۱ (Vnutrenniya Tyurma - زندان داخلی) یک ماه بعد به اتمام رسید.

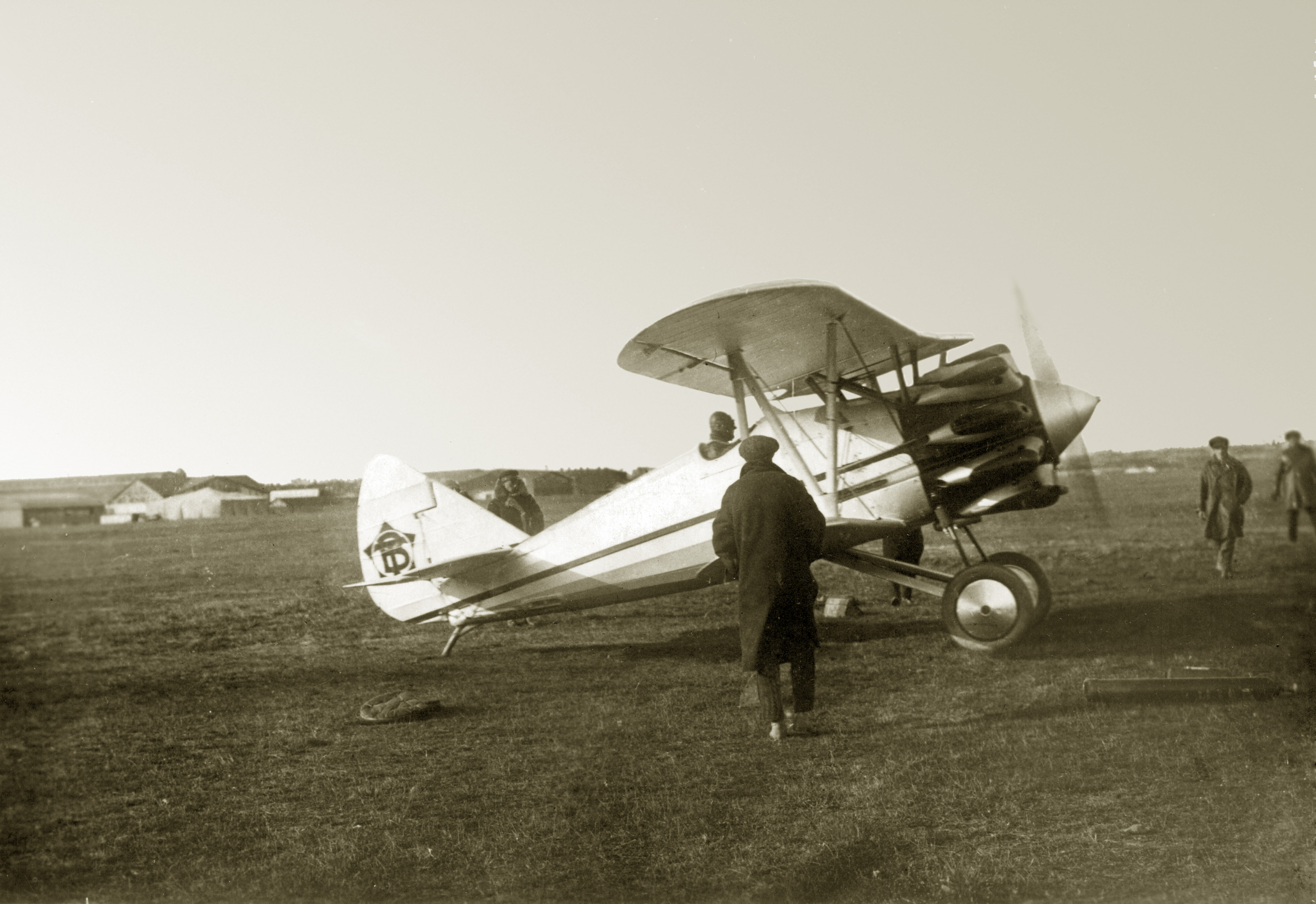
اولین پیش‌نمونه - وی‌تی-۱۱

این پیش‌نمونه با موتور تقویت شده ژوپیتر ۷ با توان ۴۵۰ اسب بخار نخستین پرواز خود را بدون تسلیحات از پایگاه هوایی مرکزی مسکو در ۳۰ آوریل ۱۹۳۰ انجام داد. بدنه این هواگرد به رنگ نقره‌ای درآمده و یک نشان قرمز رنگ VT نیز داخل ستاره ستاره سرخ شوروی روی آن نقش بسته بود. پیش‌نمونه دوم تحت عنوان وی‌تی-۱۲ دارای یک موتور ژوپیتر ۶ بود و در ۲۲ ماه مه به پرواز درآمد. این دو پیش‌نمونه همچنین در جزئیات دیگری همچون شکل دم و ارابه فرود تفاوت داشتند. این بدان معنی بود که اختلاف اندکی در وزن و کارایی بین دو نمونه اولیه وجود داشت، دومی اندکی سنگین تر و سریع تر بود؛ در حالی که اولی دارای بردی بیشتر و توانایی پرواز در ارتفاع‌های بلند بود. پیش‌نمونه سوم با نام وی‌تی-۱۳ که «هدیه ای برای کنگره شانزدهم حزب» نامیده شد، از موتور ساخت شوروی ام-۱۵ با توان ۶۰۰ اسب بخار نیرو می‌گرفت. در این پیش‌نمونه همانند تعدادی دیگر از نمونه‌ها آینه ای نیز برای تأمین دیدی از پشت سر برای خلبان قرار گرفت. وی‌تی-۱۳ نخستین بار در اول ژوئیه ۱۹۳۰ به آسمان برخاست. توانمندی این پیش‌نمونه غیرقابل اعتماد به نظر رسید به همین جهت در خط تولید قرار نگرفت.
پیش‌نمونه دوم نخستین پروازش در ۲۲ ماه مه ۱۹۳۰ به انجام رساند و آزمایش‌های مربوط به پذیرش دولتی خود را در ۱۳ آوت ۱۹۳۱ در کیف با موفقیت گذراند و یک ماه بعد در ۱۳ سپتامبر وارد خط تولید شد. یکی از مشکلات ذکر شده در این آزمایش‌ها با توجه به چرخان نبودن چرخ دم امکان چرخش کنترل نشده ۱۸۰ درجه هنگام فرود هنگام وزش باد بود. کوتاه کردن ۱۵ سانتی‌متری ارابه فرود و جا به جایی ۱۲ سانتی‌متری آن این مشکل را برطرف کرد. مهندسی که پیشنهاد این تغییر را داد به خاطر نبوغ خود، مفتخر به دریافت نشان ستاره سرخ شد. مشکل دیگر ورود دود از اگزوز به درون کابین خلبان بود. ده هواپیمای پیش‌تولید از قبل سفارش داده شده بود و بین ماه‌های اوت و اکتبر در کارخانه شماره ۳۹ آماده گردید. همه این هواپیماها دارای موتورهای بریستول ژوپیتر ۶ وارداتی ساخت فرانسه بودند اما شامل بهسازی‌های مختلفی از جمله دریچه‌های خنک‌کننده برای میل لنگ، زیرسری بهبود یافته خلبان و پروانه‌های فلزی که زاویه آن‌ها هنگام فرود قابل تنظیم بود، می‌شدند.
پولیکارپف و تعدادی از همکارانش در پی موفقیت در این پروژه در ژوئیه ۱۹۳۱ مورد عفو واقع شده از زندان آزاد گردیدند. پس از مرگ استالین و طی اقدامات حاکمان بعدی برای از بین برد آثار او، از پولیکارپوف و همکارانش به صورت غیابی اعاده حیثیت شد.

## طراحی
آی-۵ یک هواپیمای دوباله تک‌سرنشین دم‌چرخ با بال بالایی اندکی بزرگتر از بال پایینی و ارابه فرود ثابت بود. این هواپیما اتاقک سر باز خلبان دارای ساختاری مختلط شامل بدنه‌ای متشکل از ورقه‌های جوش داده شده فولادی بود که جهت ارتقا شرایط آیرودینامیکی در قسمت پشتی با پارچه و در قسمت جلویی تا اتاقک خلبان با قطعات جدا شونده دورالومین (آلیاژ آلومینوم و مس) به شکل بیضی پوشیده شده بود. همچنین بخش‌های جداشونده‌ای امکان دسترسی آسان به کمک فنر چرخ عقبی را نیز فراهم می‌کرد. جهت سفتی پوشش پارچه، دوخت‌هایی روی آن به عمل می‌آمد و درزها با کتان پر می‌شد. یک جداره نسوز مخزن سوخت ۱۶۵ لیتری را از موتور جدا می‌کرد و یک کپسول آتش‌نشانی با خروجی‌هایی در پمپ سوخت، لوله ورودی آن و کاربراتور تعبیه شده بود. ارابه فرود سنتی توسط یک محور یک تکه به بدنه متصل شده بود و برخی از هواپیماها پوششی روی چرخ‌ها داشتند. در ابتدا چرخ زیر دم ثابت بود اما در مدل‌های بعدی همراه دم حرکت می‌کرد. از حلقه‌های لاستیکی به ضخامت ۲۰ میلی‌متر به عنوان ضربه گیر در ارابه فرود استفاده می‌شد.
بال‌ها با دو تیرک اصلی ساخته شده بودند. بال بالا سه قسمت داشت که بخش میانی آن از دورالومین و قسمت‌های بیرونی آن از چوب بود. بال‌های چوبی پایینی ساختی یک تکه داشتند. میله‌های متصل کننده بال‌ها به یکدیگر (با آرایش N)و بال بالا به بدنه از دورالومین ساخته شده و با سیم‌های فولادی مهار گردیده بودند. پارچه دوخته شده لاک دار، قطعات دم و بالها را به جز بخش ابتدایی بال‌های زیرین که با تخته سه لا پوشیده شده بود و لبه‌های بیرونی همه بال‌ها که یک و نیم متر از آن پوشش دورالومینی داشت، را پوشش می‌داد. شهپر تنها در بال‌های فوقانی تعبیه شده بود. تمام سطوح کنترل متحرک و قسمت دم با قالب فلزی همراه پوشش پارچه ساخته شده بودند. سیم‌های تقویتی در بالا و پایین دم در پیش‌نمونه‌ها قرار گرفته بود اما در هواپیماهای تولیدی سیم‌های پایین با میله در هر طرف جایگزین شدند. دم افقی جهت جبران گشتاور موتور ۳٫۵ میلی‌متر بلند بود اما تنظیم را بر روی زمین تنظیم داشت.
برخی تولیدات اولیه دارای موتور بریستول ژوپیتر ۶ بودند اما بخش عمده هواپیماهای تولید شده از نسخه تحت لیسانس ام-۲۲ استفاده کردند. هر دو این موتورها توان ۴۸۰ اسب بخار را ارائه می‌کردند. هواپیماهای اولیه معمولاً دارای یک پروانه چوبی با پوشش برنجی در انتها با زاویه ثابت و قطر ۲٫۹ بودند که بعداً با پروانه‌های دورالومینی پولیش خورده با قطر ۲٫۷ متری جایگزین شدند که زاویه آن بر روی زمین قابلیت تنظیم داشت.
دو مسلسل هماهنگ‌شده پی‌وی-۱ با کالیبر ۷٫۶۲ میلی‌متر با ۶۰۰ فشنگ با نشانه تلسکوپی روی موتور تعبیه شده بود. انتظار اضافه شدن یک جفت مسلسل دیگر وجود داشت اما وزن اضافی بر عملکرد هواپیما در طول آزمایش‌ها تأثیر منفی گذاشت. دو محفظه کوچک بمب در زیر بال‌ها نصب شده بود که هر یک می‌توانست یک بمب ۱۰ کیلوگرمی را حمل کند. افزودن محفظه‌هایی برای بمب‌های ۲۵۰ کیلوگرمی نیز مورد بررسی قرار گرفت اما آنچنان تأثیر بدی بر عملکرد هواپیما داشت که استفاده از آن رد شد. یکی از آزمایش‌هایی که با این محفظه‌ها انجام گرفت شیرجه به سمت هدف بود. این اولین نمونه بمباران شیرجه‌ای در اتحاد جماهیر شوروی نامیده شد. همچنین از آی-۵ برای ارزیابی دقت موشک‌های آر اس-۸۲ استفاده شد؛ اگرچه استفاده عملیاتی از آن در این نوع هواپیما مشخص نیست.
یک سیم از بال بالایی تا دم کشیده شده بود که نقش آنتن رادیو را ایفا می‌کرد.
اتاقک خلبان شامل نشانگرهای زیادی نمی‌شد و موارد موجود به دور موتور، دمای روغن، سرعت هواپیما، فشار روغن و سوخت، نمونه اولیه مسیریاب، ارتفاع سنج، ساعت و قطب‌نما محدود می‌شد درحالی‌که نشانگری برای سوخت باقی مانده موجود نبود.

## تاریخچه عملیاتی
پنجاه و چهار فروند آی-۵ تا اول اکتبر ۱۹۳۱ و ۶۶ فروند دیگر تا پایان همان سال به نیروی هوایی شوروی تحویل داده شد. با وجود برنامه‌ریزی برای تولید در کارخانه شماره 153 همه این هواپیماها در کارخانه شماره یک در کودینکا تولید شده بودند. سال بعد با درگیر شدن کارخانه شماره یک با تولید هواپیماهای دیگر پساز آمادگی‌های لازم از نیمه دوم سال تحویل این هواپیما از کارخانه شماره ۲۱ در گورکی نیز آغاز گردید. این کارخانه ده فروند آی-۵ در سال ۱۹۳۲، ۳۲۱ فروند در سال ۱۹۳۳ و ۳۳۰ فروند در سال ۱۹۳۴ به نیروی هوایی تحویل داد. کارخانه شماره یک ۷۶ فروند دیگر از آی-۵ را نیز در سال ۱۹۳۲ قبل از شروع تولید اچ‌دی-۳۷ هاینکل با عنوان آی-۷، تولید نمود.
آی-۵ نخستین بار به واحدهای مناطق نظامی لنینگراد، اوکراین و اطراف دریاچه بایکال ارسال گردید و تا پایان سال ۱۹۳۲ ۲۰٪ از قوای جنگنده نیروی هوایی شوروی را تشکیل می‌داد. در سال ۱۹۳۳ تحویل این هواپیماها به واحدهای مناطق نظامی خاور دور، بلاروس و مسکو آغاز شد و تا این پایان سال ۴۰٪ از قوای جنگنده‌های نیروی هوایی را شامل می‌شد. تا اواخر سال ۱۹۳۴، بیشتر هواگردهای پولیکارپوف آی-۳ و توپولف آی-۴ جایگزین شده و تحویل هواگردهای آی-۵ به نیروی دریایی شوروی نیز آغاز شده بود.
در سال ۱۹۳۵ در پی بالا گرفتن تنش‌های مرزی بین امپراتوری ژاپن و مغولستان (حکومت دست نشانده شوروی) تعدادی از هواگردهای آی-۵ در قالب اسکادران شماره ۲۱ نیروی هوایی شوروی برای گشت زنی مرزی به مغولستان عازم شدند.
از سال ۱۹۳۶ جایگزینی آی-۵ توسط هواگردهای جدیدتر پولیکارپوف آی-۱۵ آغاز شد و تا پایان سال ۱۹۳۷ آی-۵ کاملاً از خط مقدم خارج گردید اما همچنان به عنوان یک مربی پیشرفته به کار خود ادامه داد. با تولید بیش از ۸۰۰ فروند آی-۵ نخستین جنگنده به تولید انبوه رسیده در شوروی نام گرفت.
پس از حمله آلمان به اتحاد جماهیر شوروی در ژوئن سال ۱۹۴۱، خسارات سنگین تحمیل شده به هواپیماهای خط مقدم نیروی هوایی شوروی و اختلال در تولید هواپیما منجر به حذف هواگردهای آی-۵ از واحدهای آموزشی و بازگشت آن‌ها عنوان هواگرد تهاجمی یا بمب افکن شبانه تا سال ۱۹۴۲ به خدمت رزمی شد. برخی از هواگردهای آی-۵ هنگام نبرد مسکو تا رسیدن هواگردهای جدیدتر در فوریه ۱۹۴۲، توسط مدافعان به عنوان بمب افکن شبانه مورد استفاده واقع گردید. تا ۱۰ اکتبر ۱۹۴۱ سی و دو فروند آی-۵ در شبه جزیره کریمه دسترس باقیمانده بود درحالی‌که تنها ۱۶ فروند از آن قابل استفاده بود. این هواگردهای باقیمانده نیز تا ۱۸ اکتبر به چند هواگرد کاهش پیدا کرد. از این هواگردها نیز تا اول فوریه ۱۹۴۲ یعنی ورود هواگردهای تهاجمی ایلیوشین ایل-۲ استفاده شد. در ۱۸ اکتبر ۱۹۴۱، هجده آی-۵ قابل استفاده و پانزده فروند I-5 غیرقابل استفاده در اختیار نیروی دریایی شوروی در دریای سیاه بود که تا ۷ نوامبر این تعداد به یازده هواپیمای قابل استفاده و هشت هواپیمای غیرقابل استفاده کاهش یافت. این نیروها نیز تا اول فوریه ۱۹۴۲ و سازماندهی مجدد با هواگردهای جدید از هواگردهای باقیمانده استفاده کردند.

## کاربران
- اتحاد جماهیر شوروی

نیروی هوایی شوروی
نیروی دریایی شوروی

## مشخصات فنی (آا ۱۹۲بی)

### مشخصات عمومی
- خدمه: ۱ نفر
- طول: ۶٫۷۸ متر
- ارتفاع: ۳ متر[۱]
- طول بال بالا: ۱۰٫۲۴ متر
- طول بال بالا: ۷٫۴ متر
- مساحت بال: ۲۱٫۳ متر مربع
- وزن خالی: ۹۳۴ کیلوگرم
- وزن خالص: ۱۳۵۵ کیلوگرم
- ظرفیت سوخت: ۱۶۵ لیتر، ۴۰ لیتر روغن[۱]
- نیرومحرکه: یک موتور پیستونی ۹ سیلندر ام-۲۲ خنک شونده با هوا: ۴۸۰ اسب بخار (مدل تحت لیسانس ژوپیتر بریستول)
- پروانه: دو تیغه دورامینی با زاویه قابل تنظیم با قطر ۲٫۷ متر

### عملکرد
- حداکثر سرعت: ۲۷۸ کیلومتر بر ساعت در سطح دریا، ۲۵۲ کیلومتر بر ساعت در ۳۰۰۰ متری[۱]
- پایاسیر: ۲۲۵ کیلومتر بر ساعت[۱]
- سرعت فرود: ۹۵ کیلومتر بر ساعت[۱]
- مسافت فرود: ۲۰۰ متر[۱]
- مسافت برخاستن: ۱۰۰ متر[۱]
- برد: ۶۶۰ کیلومتر
- حداکثر ارتفاع: ۷۵۰۰ متر
- سرعت صعود: ۵۳۵ متر بر دقیقه،[۱] ۱۰۰۰ متری در ۱٫۶ دقیقه، ۲۰۰۰ متری در ۳٫۴ دقیقه،[۱] ۳۰۰۰ متری در ۵٫۶ دقیقه،[۱] ۵۰۰۰ متری در ۱۰٫۹ دقیقه[۱]
- مدت زمان چرخش افقی: ۱۰ ثانیه

### تسلیحات
- دو مسلسل هماهنگ شده ثابت با کالیبر ۷٫۶۲ میلی‌متر روی موتور: ۶۰۰ تیر برای هر مسلسل
- ۲ بمب ۱۰ کیلوگرمی